# برايان ويلسون (لاعب كرة قاعدة)
برايان ويلسون (بالإنجليزية: Brian Wilson)‏ (و. 1982  م) هو لاعب كرة قاعدة، من الولايات المتحدة، يلعب كرامٍ مساعد ‏.

## روابط خارجية
- برايان ويلسون على موقع دوري كرة القاعدة الرئيسي (الإنجليزية)
- برايان ويلسون على موقعبيزبول رفرنس.كوم (الدوري الرئيسي) (الإنجليزية)
- برايان ويلسون على موقعبيزبول رفرنس.كوم (الدوري الثانوي) (الإنجليزية)
- برايان ويلسون على موقع إي إس بي إن.كوم (أم.أل.بي) (الإنجليزية)
- برايان ويلسون على موقع مشجعي الرسوم البيانية (الإنجليزية)